# Sieradz (comune rurale)
Sieradz è un comune rurale polacco del distretto di Sieradz, nel voivodato di Łódź.
Ricopre una superficie di 181,63 km² e nel 2004 contava 9 781 abitanti.
Il capoluogo è Sieradz, che non fa parte del territorio ma costituisce un comune a sé.